# غابرييل فيجيفينو
غابرييل فيجيفينو (1888 – 25 أغسطس 1952) هو مبارز بالسيف هولندي راحل، مثّل بلاده في الألعاب الأولمبية الصيفية 1906.

## روابط خارجية
غابرييل فيجيفينو على موقع أوليمبيديا (الإنجليزية)